# Абдулла Авджи
Абдулла Авджи (тур. Abdullah Avcı, нар. 31 липня 1963, Стамбул) — турецький футболіст, що грав на позиції нападника. По завершенні ігрової кар'єри — тренер.

## Ігрова кар'єра
Народився 31 липня 1963 року в місті Стамбул. Вихованець футбольної школи клубу «Вефаспор».
У дорослому футболі дебютував 1984 року виступами за команду «Фатіх Карагюмрюк», в якій провів два сезони, взявши участь у 54 матчах другого дивізіону чемпіонату Туреччини.
У 1986 році перейшов у «Чайкур Різеспор». 31 серпня того ж року дебютував у вищому дивізіоні, вийшовши в основному складі в домашньому поєдинку проти «Бурсаспору». Через два тижні Авджи забив свій перший гол на найвищому рівні, зрівнявши рахунок у домашньому матчі з «Болуспором». Через 14 хвилин після цього оформив дубль. Загалом у клубі провів 4 роки, але частину часу грав в оренді за «Бакиркейспор» та «Кахраманмарашспор».
У сезоні 1990/91 грав за «Касимпашу» у другому дивізіоні країни, після чого перейшов у «Істанбулспор». Відіграв за стамбульську команду наступні чотири сезони своєї ігрової кар'єри, вийшовши 1992 року з командою з третього до другого дивізіону країни. Більшість часу, проведеного у складі «Істанбулспора», був основним гравцем атакувальної ланки команди і одним з головних бомбардирів, маючи середню результативність на рівні 0,44 гола за гру першості.
Протягом сезону 1995/96 років захищав кольори клубів третього дивізіону «Кючюкчекмедже» та «Нішанташіспор», а завершив ігрову кар'єру у рідній команді «Вефаспор», за яку виступав протягом 1998—1999 років.

## Кар'єра тренера
По завершенні кар'єри гравця увійшов до тренерського штабу клубу «Істанбулспор». Після звільнення головного тренера Зії Догана Авджи в кінці сезону 1999/00 тимчасового очолив команду, яка здобула перемогу в першому матчі під його керівництвом, здолавши вдома в рамках Суперліги ізмірський «Алтай» з мінімальним рахунком. По завершенні сезону головним тренером став Айкут Коджаман, а Авджи увійшов до його тренерського штабу. Там Абдулла провів два сезони, після чого у 2002—2004 роках очолював молодіжну команду клубу. Під його керівництвом команда здобула бронзові нагороди молодіжного чемпіонату Туреччини 2002/03.
На початку 2004 року Авджи очолив молодіжну команду «Галатасарая» і з нею також посів 3-тє місце у сезоні сезоні 2003/04. У цей час Авджи був тренером таких у майбутньому відомих футболістів як Арда Туран, Айдин Їлмаз, Угур Учар, Мехмет Гювен та ін.

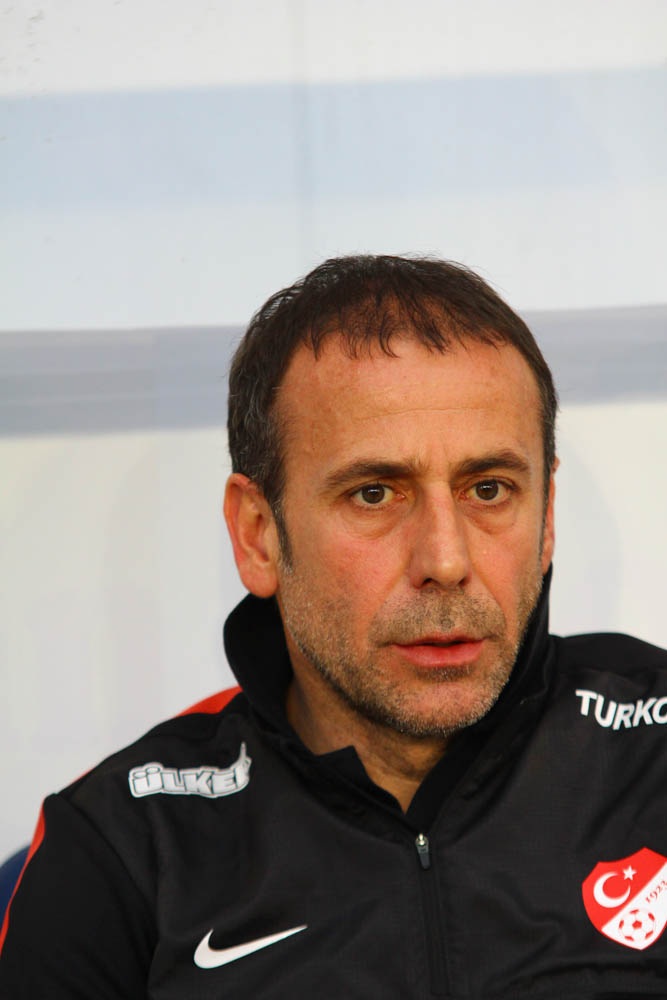
Абдулла Авджи під час роботи зі збірною Туреччини. 2013 рік.

У жовтні 2004 року став головним тренером юнацької збірної Туреччини (U-17), яка під його керівництвом з такими зірками як Нурі Шахін, Деніз Їлмаз та Тевфік Кезе стала чемпіоном Європи в 2005 році і четвертою на чемпіонаті світу в тому ж році в Перу.
У серпні 2006 року був призначений на посаду головного тренера клубу «Істанбул ББ». За підсумками першого ж сезону під його керівництвом стамбульці завоювали путівку в Суперлігу. У чемпіонаті 2009/10 «Істанбул ББ» зайняв рекордне для себе шосте місце в лізі. У 2011 році команда вперше вийшла в фінал Кубка Туреччини, де лише в серії пенальті поступилася «Бешикташу».
17 листопада 2011 року, всього через день після відставки Гуса Гіддінка, Абдулла Авджи був представлений новим головним тренером національної збірної Туреччини. Втім на цій посаді Авджи зазнав невдачі, здобувши лише 6 перемог та 4 нічиї у 18 матчах зі збірною, після чого подав у відставку 20 серпня 2013 року, коли чутки про пошук нових тренерів не були спростовані.
5 червня 2014 року Авджи повернувся до роботи з клубом «Істанбул ББ», підписавши п'ятирічний контракт. У сезоні 2016/17 команда під його керівництвом стала другою в чемпіонаті і досягла фіналу Кубка Туреччини, а у 2018/19 знову стала віце-чемпіоном Туреччини.
1 червня 2019 року Абдулла Авджи призначений новим головним тренером «Бешикташа». Контракт підписаний на 3 роки. 24 січня 2020 року Авджи був відправлений у відставку через 2 дні після матчу-відповіді 1/8 фіналу Кубка Туреччини 2019/20 «Бешикташ» — «ББ Ерзурумспор», в якому його команда поступилась 2:3 і сенсаційно вилетіла від нижчолігової команди з турніру на такій ранній стадії.. Незадовільними були результати і у інших турнірах: у Лізі Європи 2019/20 команда несподівано посіла останнє місце у групі і не вийшла до євровесни, а у чемпіонаті в 18 іграх з Авджи стамбульці здобули лише 9 перемог і фактично втратили шанси на чемпіонство.

## Титули і досягнення
- Володар Суперкубок Туреччини (2):

«Трабзонспор»: 2020, 2022
- Чемпіон Туреччини (1):

«Трабзонспор»: 2021-22
Збірні
- Чемпіон Європи (U-17): 2005